# Rita Adam

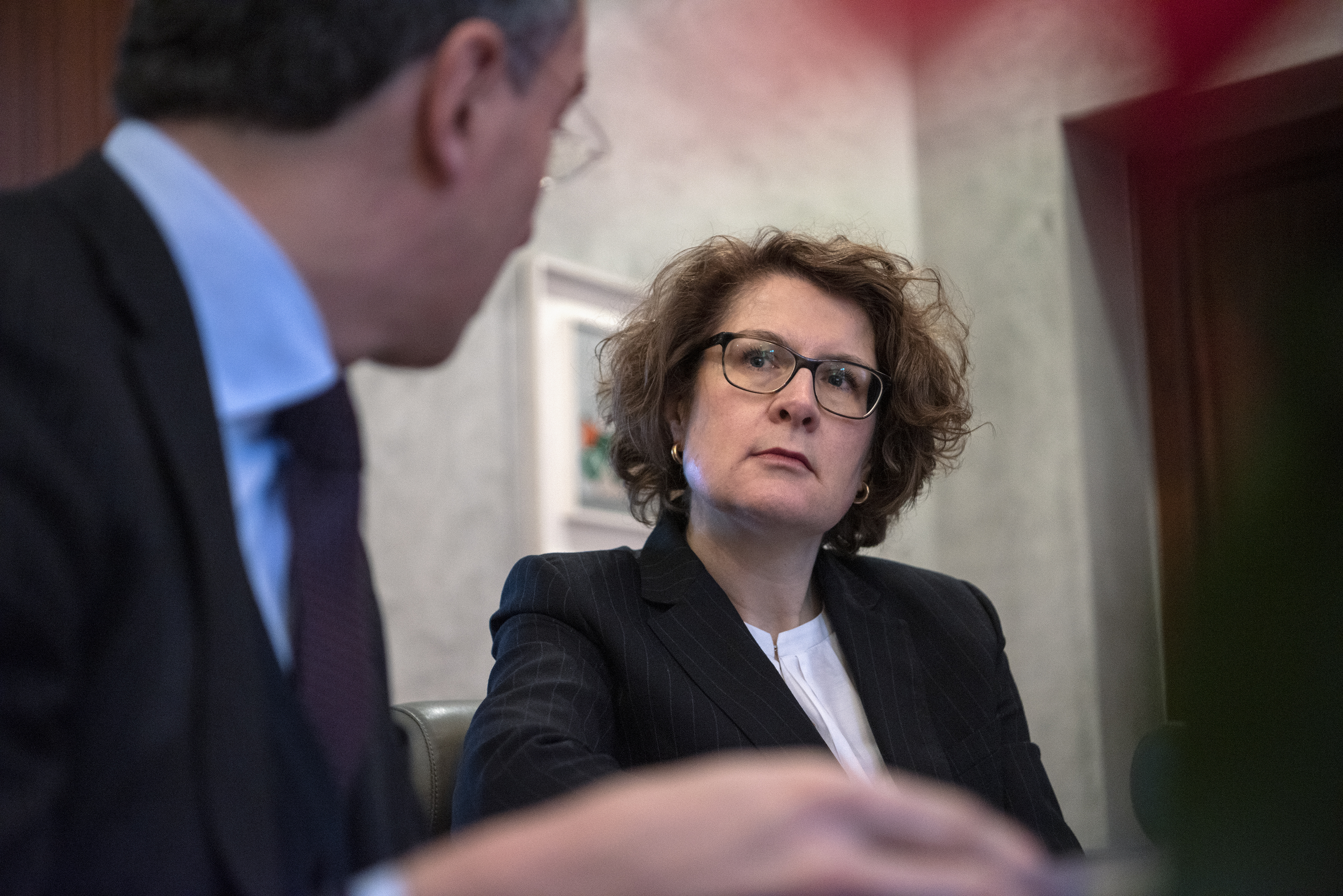
Rita Adam (2018)

Rita Adam (* 12. Juli 1969 in Biel/Bienne) ist eine Schweizer Diplomatin. Seit Februar 2021 ist sie Chefin der Mission der Schweiz bei der Europäischen Union.

## Werdegang
1976 bis 1988 besuchte Adam die Schule und machte die Matura in Biel/Bienne.
Rita Adam studierte in den Jahren 1989 bis 1996 Recht an der Universität Bern und legte anschliessend ihr Anwaltsexamen ab. Es folgte eine erste Anstellung als juristische Sekretärin am Bezirksgericht Thun.
Anschliessend war Adam bei UNO in Genf, beim Eidgenössischen Departement für auswärtige Angelegenheiten (EDA) in den Abteilungen für internationale Organisationen und multilaterale Friedenspolitik tätig, sowie als Chefin der Rechtsabteilung in der Schweizer Botschaft in Paris.
2010 hatte Adam für vier Jahre ein Doppelmandat inne als Schweizer Botschafterin in Liechtenstein sowie in der Rechtsabteilung der Direktion für Völkerrecht im EDA. 2014 bis 2018 arbeitete sie als Schweizer Botschafterin in Tunis. Sie lebte und arbeitete von 2018 bis 2021 als Schweizer Botschafterin in Rom zur Italienischen Republik, der Republik Malta und der Republik San Marino, mit Sitz in Rom.
Seit Februar 2021 leitet sie die Mission der Schweiz bei der Europäischen Union.